# Смит, Ян Рей
Ян Рей Смит Кирос (исп. Ian Rey Smith Quirós; 6 марта 1998, Лимон, Коста-Рика) — коста-риканский футболист, защитник клуба «Норрчёпинг» и сборной Коста-Рики. Участник чемпионата мира 2018 года.

## Клубная карьера
Смит — воспитанник клуба «Сантос де Гуапилес». 5 апреля 2015 года в матче против «Универсидад дед Коста-Рика» он дебютировал в чемпионате Коста-Рике. Летом 2016 года Ян на правах аренды перешёл в шведский «Хаммарбю», но так и не дебютировав за клуб вернулся обратно. В начале 2018 года Смит подписал контракт с «Норрчёпингом». 17 февраля в поединке Кубка Швеции против «Хельсингборга» Ян дебютировал за основной состав.

## Международная карьера
В 2015 году в составе юношеской сборной Коста-Рики Смит принял участие в юношеском чемпионате мира в Чили. На турнире он сыграл в матчах против команд России, ЮАР, Франции и Бельгии. В 2017 году в составе молодёжной сборной Коста-Рики Смит принял участие в домашнем молодёжном Кубке КОНКАКАФ. На турнире он сыграл в матчах против команд Сальвадора, Тринидада и Тобаго, Бермудских Островов и Гондураса.
В том же году в Месен принял участие в молодёжном чемпионате мира в Южной Корее. На турнире он сыграл в матчах против команд Ирана, Португалии, Замбии и Англии.
23 марта 2018 года в товарищеском матче против сборной Шотландии Смит дебютировал за сборную Коста-Рики. В том же году Ян принял участие в чемпионате мира в России. На турнире он сыграл в матче против команды Швейцарии.